# 敦賀新港駅
敦賀新港駅（つるがしんみなとえき）は、福井県敦賀市にあった鉄道省北陸本線（貨物支線）の駅（貨物駅。廃駅）である。

## 歴史
- 1932年（昭和7年）9月20日：敦賀港駅 - 当駅間の貨物支線開業に伴い鉄道省の駅として設置。貸切扱貨物のみ取り扱い[1]。
- 1943年（昭和18年）4月1日：敦賀港駅 - 当駅間廃止により廃駅となる。敦賀港駅構内に併合[1]（設備は構内側線扱いとして1980年（昭和55年）頃まで存在）。

## 駅周辺
敦賀港の倉庫街となっているが、南へ下ると民家が点在する。その近隣には博物館がある。文化会館は東側に、卸売市場は南西側にある。
- 敦賀港
- 港大橋
- みなとつるが山車会館
- 敦賀市立博物館
- きらめきみなと館
- 敦賀市民文化センター
- 敦賀水産卸売市場
- 晴明神社
- 敦賀市立気比保育園
- 敦賀市コミュニティバス「山車会館」停留所、「元町」停留所、「お魚通り」停留所

## 隣の駅
鉄道省
北陸本線（貨物支線）
敦賀港駅 - （貨）敦賀新港駅